# 格蘭特薩米特 (堪薩斯州)
格蘭特薩米特（Grand Summit）為美國堪薩斯州考利縣的一座非建制地區。海拔高度442公尺（1,450英尺），聯邦資料處理標準代碼為20-27325，地名資訊系統編號為484490。

## 歷史
此社區的郵政局於1882年6月2日開設，期間持續營運直到1933年6月15日裁撤。
格蘭特薩米特在艾奇遜，托皮卡和聖塔菲鐵路為一處裝運點。根據1910年人口普查，此社區人口有52人。